# Otto Tischler
Pour les articles homonymes, voir Tischler.
Otto Tischler est un archéologue et préhistorien allemand, né le 24 juillet 1843 à Breslau et mort le 18 juin 1891 à Königsberg, spécialiste des cultures de Hallstatt et de La Tène. Il a notamment établi une périodisation de La Tène (second âge du fer).

## Jeunesse
Otto Tischler, né en 1843 à Breslau (Silésie), est le fils de Friedrich Alexander Tischler (1805–1864), un inspecteur du travail, et d'Emilie Frederica Bertha Puttlich. Il est le frère ainé de l'astronome Friedrich Fritz Tischler et d'Oskar Tischler, un exploitant agricole,,,.
Il commence ses études au Collège Fridericianum de Königsberg à partir de 1852. Il quitte l'établissement en 1859.
Tischler entre ensuite à l'université de Königsberg, en 1859. Jusqu'en 1863, il y étudie les mathématiques, la physique et la chimie sous la conduite du mathématicien Friedrich Julius Richelot et du physicien Franz Ernst Neumann. Il obtient un doctorat en 1864 à l'université de Leipzig.
En 1866, Tischler effectue son service militaire dans le corps militaire allemand. Durant la guerre franco-allemande de 1870, il est officier de réserve au sein du régiment 43, basé dans la région du Mecklembourg,.

## Carrière
En 1865, Otto Tischler est membre de la Société de Physico-économique (de) et en devient le bibliothécaire en 1869. En tant que chercheur indépendant, Tischler entreprend ensuite des fouilles dans la province de Prusse-Orientale,. Il effectue également des voyages dans plusieurs musées d'Europe afin de comparer des fibules, des émaux et des perles de verre,. Durant la même période, il étudie des structures datées du second âge du fer (La Tène),. À partir de 1874, Tischler gère et administre la collection archéologique de la société savante,.
En 1880, Tischler, sous la direction de Ferdinand von Lindemann, obtient un doctorat en préhistoire, à l'université de Königsberg,.
Tischler est conservateur au musée de Königsberg dans les années 1880.

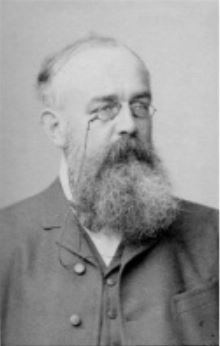
Otto Tischler

## Organismes et associations
Otto Tischler est membre de l'Académie allemande des sciences Leopoldina en 1891, spécialité anthropologie.
Il a également été correspondant pour la Société berlinoise d'anthropologie, d'ethnologie et de préhistoire.

## Travaux
En 1881, au congrès de Ratisbonne, il propose une « construction de l'âge de fer pré-romain » dans le sud de l'Allemagne. Tischler, en s'appuyant sur le matériel archéologique mis en évidence sur le site archéologique de Hallstatt (de), dans la région du Salzkammergut, en Autriche, propose une division de cette période en deux phases : le Hallstatt ancien et le Hallstatt récent. Il échelonne alors ces deux phases sur une période allant de 1000 jusqu'à 400 av. J.-C.,. Il suggère également une distinction géoculturelle entre Hallstattien de l'ouest et Hallstattien de l'est,,.
Dans les années 1880, il propose une division de l'Âge du bronze en trois époques. Tischler désigne la première époque par les termes période de Pile-Leubingen ; la seconde par période de Pecatel et la troisième comme étant une période de transition avec l'Âge du fer,. En 1885, s'appuyant exclusivement sur la typologie des fibules et des épées mis en évidence au sein de sépultures en Champagne et en Europe centrale, mais également celles mise au jour au sein de gisements des sites de Bibracte et d'Alésia, il établit une chronologie de la culture de La Tène. Il subdivise cette période en trois sous-périodes : La Tène ancien (Früh), La Tène moyen (Mittel) et La Tène tardif ou récent (Spät),,,,,.
En 1886, il introduit le concept de la culture des champs d'urnes, une culture archéologique qu'il rattache à l'Âge du bronze,.

## Postérité
En France, la périodisation de la culture laténienne établie par Tischler se voit acceptée de manière définitive en 1900, lors du 12e congrès international d'archéologie et d'anthropologie préhistoriques à Paris,,. Les archéologues français Joseph Déchelette et Salomon Reinach prennent alors appui sur les travaux de Tischler et le suédois Oscar Montelius, au congrès de Paris, renomme La Tène Ancienne en La Tène 1, La Tène moyenne en La Tène 2 et La Tène récente en La Tène 3. Toutefois, la même année, l'archéologue et préhistorien allemand Paul Reinecke objecte un « caractère trop systématique » et met en cause la « fiabilité » de la classification des fibules proposée par Tischler. Pour autant, bien qu'il reconnaisse une approche trop « systématique » dans la chronologie de Tischler, Déchelette, en 1914, prend pour comptant le mobilier archéologique caractéristique mis en évidence par le système de l'archéologue allemand.

## Publications
La liste suivante, non exhaustive, recense les principales publications de l'archéologue allemand, :
- (de) « Ostpreussische Gräberfelder. », Schriften der Physikalisch-Ökonomischen Gesellschaft zu Königsberg in Preußen., vol. 19,‎ 1878, p. 159–268 (lire en ligne [PDF], consulté le 1er juillet 2018).
- (de) « Bericht über die anthropologisch-prähistorische Abtheilung des Provinzial-Museums der Physikalisch-Ökonomischen Gesellschaft. », dans Karl Wilhelm von Kupffer und Fritz Bessel-Hagen, Schädel und Skelete der anthropologischen Sammlungen zu Königsberg i.Pr. Vieweg, Braunschweig, 1880.
- (de) « Ueber die Formen der Gewandnadeln (Fibeln) nach ihrer historischen Bedeutung. », Zeitschrift für Anthropologie und Urgeschichte Baierns’s., München, vol. IV, nos 1 et 2,‎ 1881, p. 3–40.
- (de) « Beiträge zur Kenntniss der Steinzeit in Ostpreussen und den angrenzenden Gebieten. », Schriften der Physikalisch-Ökonomischen Gesellschaft., Königsberg, vol. 23,‎ 1882, p. 17–40.
- (de) « Über die Gliederung der La-Tène-Periode und die Dekorierung der Eisenwaffen in dieser Zeit. », Correspondenz-Blatt der deutschen Gesellschaft für Anthropologie, Ethnologie und Urgeschichte., vol. 14,‎ 1885, p. 157–161.
- (de) « Ueber Aggry-Perlen und über die Herstellung farbiger Gläser im Alterthume. », Schriften der Physikalisch-Ökonomischen Gesellschaft zu Königsberg in Preußen., Königsberg, vol. 27,‎ 1886, p. 5–14.
- (de) « Eine Emailscheibe von Oberhof und Abriss der Geschichte des Emails. », Schriften der Physikalisch-Ökonomischen Gesellschaft zu Königsberg in Preußen., Königsberg, vol. 27,‎ 1886, p. 38–58.
- (de) « Bericht über die Archäologisch-Anthropologische Abteilung des Provinzial-Museums der Physikalisch-ökonom. », dans W. Koch, Gesellschaft bei Gelegenheit der Feier des 100jähr. Bestehens der Gesellschaft, Königsberg, 1890
- (de) « Ostpreussische Grabhügel. », Schriften der Physikalisch-Ökonomischen Gesellschaft zu Königsberg in Preußen., vol. 27,‎ 1886, p. 113–176.
- (de) « Bericht für 1890 », Schriften der Physikalisch-Ökonomischen Gesellschaft,‎ 1890 (lire en ligne, consulté le 1er juillet 2018).